# Georg van Eyck
Georg van Eyck (* 3. September 1869 in Emmerich; † 13. Februar 1951 in Öflingen) war Unternehmer und Mitglied des Deutschen Reichstags.

## Leben
Georg van Eyck hatte in Emmerich ein Groß- und Einzelhandelsgeschäft für Haushaltswaren. Er lernte als solcher die Weckgläser zum Einkochen kennen und gründete gemeinsam mit Johann Carl Weck am 1. Januar 1900 die heute noch existierende J. Weck GmbH in Öflingen. Weck zog sich bald aus dem Geschäft zurück und van Eyck wurde alleiniger Gesellschafter der Firma. 1924 legte er die Geschäftsführung nieder und zog nach Baden-Baden. Sein Schwiegersohn Albert Hackelsberger übernahm die Führung der Firma.
Von 1916 bis 1918 war er Mitglied des Deutschen Reichstags für den Wahlkreis Baden 3 (Waldshut, Säckingen, Neustadt im Schwarzwald) und die Deutsche Zentrumspartei.